# AC Sparta Prague
Ne pas confondre avec le SK Slavia Prague, un autre club pragois.
Pour les articles homonymes, voir Sparta Prague.
Maillots
L'AC Sparta Prague est un club tchèque de football, fondé le 16 novembre 1893 et basé à Prague.
Le Sparta Prague est le club le plus titré et le plus populaire du pays et l'un des plus grands d'Europe centrale. Il est souvent considéré comme le club des ouvriers de la ville (à l'opposé son rival, le Slavia Prague, le club de l'élite). Il participe à la Gambrinus Liga, la première division du championnat de Tchéquie, qu'il a remportée à quatorze reprises depuis sa création en 1993.
Le Sparta Prague est résident du Generali Arena (appelée Letná Stadium de 1917 à 2003), enceinte de 20 800 places dont il est propriétaire.

## Histoire

### Premières années en Autriche-Hongrie (1893-1918)

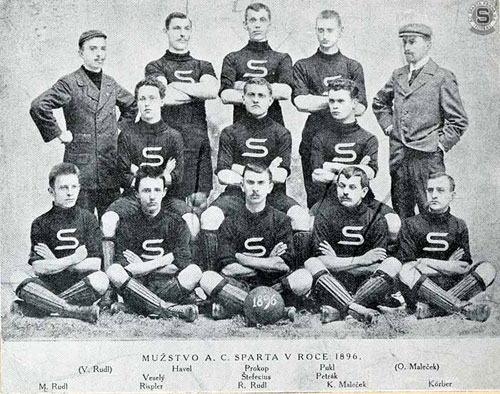
L'équipe du Sparta Prague en 1896.

À la fin de l'année 1893, quelques athlètes, réunis autour de trois frères, Václav, Bohumil et Rudolf Rudl, ont l'idée de créer un club sportif à Prague, en Autriche-Hongrie, pour concurrencer l'AC Prague, association sportive dont ils sont issus. Le 16 novembre 1893, ils adoptent les articles nécessaires à la création de cette association et un mois plus tard, le 17 décembre, la première assemblée générale du club se tient. L'Athletic Club Královské Vinohrady (du nom de la ville voisine de Prague dont les dirigeants sont issus) naît alors, rapidement rebaptisé un an plus tard Athletic Club Sparta lorsque la section football est créée.
Trois couleurs, le rouge, le jaune et le bleu, sont choisies pour être inscrites sur l'emblème du club : le bleu, pour symboliser l'Europe ; le rouge et le jaune, symbole de la ville de Prague. Le terme Sparta quant à lui est une référence à l'ancienne cité grecque de Sparte dont les soldats étaient réputés pour leur vaillance au combat. Durant les premières années, les joueurs défendant les couleurs du Sparta portent un maillot noir avec un grand S sur le torse (Sparta).

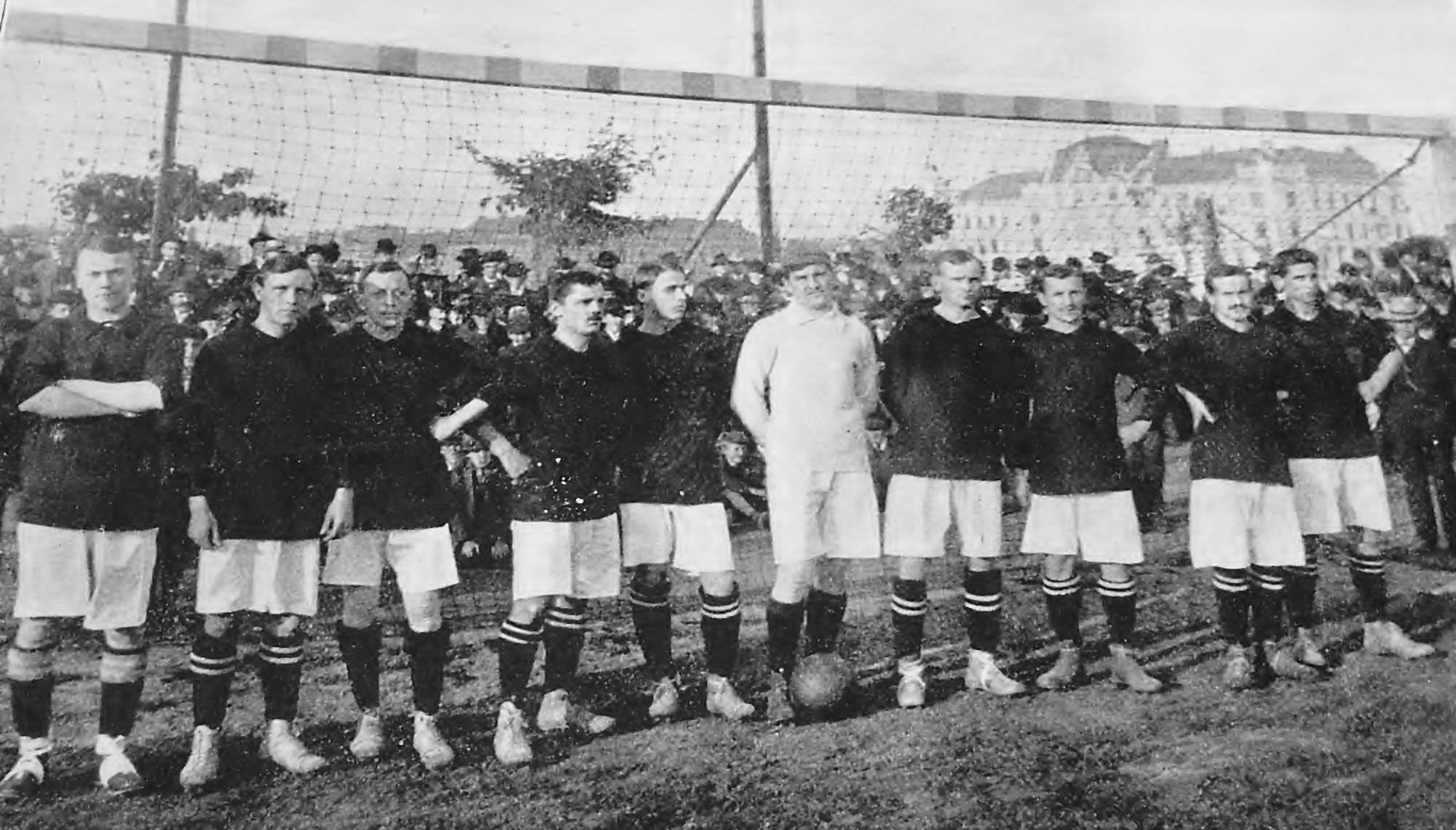
L'équipe du Sparta en 1908

C'est en 1896 que le premier derby a lieu entre le Sparta et le Slavia Prague, créé quelques années plus tôt en 1892. Les relations entre les dirigeants des deux clubs, aux origines antagonistes, sont alors déjà très tendues au point qu'il faille attendre douze ans pour que les deux clubs voisins daignent s'affronter de nouveau.
En 1906, le président du Sparta, le Dr Petřík, assiste à un match de l'équipe d'Arsenal en Angleterre et décide, à son retour, d'imposer la couleur de maillot des Gunners, le rouge, à son club. Depuis lors, les joueurs du Sparta jouent avec ce maillot rouge, un short blanc et des bas noirs.
À cette époque, les Praguois disputent la plus importante compétition de Bohème et Moravie, la Pohár dobročinnosti (cs) en français : « la Coupe de la charité », créée en 1896 mais rapidement snobée par le Slavia, qui préfère disputer des matchs amicaux à travers l'Europe et n'y envoie que son équipe réserve. Après six ans d'interruption, due notamment aux pressions de l'Autriche-Hongrie défavorable à cette compétition, le Sparta remporte la compétition en 1909, puis la suivante en 1912 après une victoire en finale sur l'AFK Kolín (de). Cette édition, organisée par la fédération de football de Bohême-Moravie (la ČMFS), est pour la première fois disputée sous forme de championnat. Le tournoi, disputé de façon limitée en 1915 et 1917, disparaît avec la dissolution de l'Empire austro-hongrois à la fin de la Première Guerre mondiale.

### L'âge d'or d'avant-guerre (1919-1938)
Après la Première Guerre mondiale, la Tchécoslovaquie naît de la dissolution de l'empire austro-hongrois. Elle n'organise pas de coupe nationale jusqu'à la deuxième guerre mondiale, et le championnat reste jusqu'en 1925 amateur et organisé au niveau régional. Le Stredoceska zupa oppose alors les clubs de Prague, les meilleurs du pays.
Cela n'empêche pas le Sparta Prague de connaitre un premier âge d'or, accumulant les titres plus ou moins officiels. Cette équipe, surnommée le Železná Sparta en français : « Sparta de fer », domine outrageusement le football national, remportant le championnat de Prague de 1919 à 1923 et les deux tournois organisés entre les meilleurs clubs régionaux en 1919 et 1922. De 1920 à 1923, elle remporte les 51 matchs de championnat qu'elle dispute, marquant 237 buts pour 43 buts encaissés.
Aux Jeux olympiques de 1920 organisés à Anvers, la sélection tchécoslovaque est composée essentiellement de joueurs du Sparta : le gardien František Peyr, les défenseurs Antonín Hoyer et Miroslav Pospíšil, les milieux František Kolenatý, Antonín Perner, Karel Pešek dit « Káda » (capitaine et par ailleurs membre de l'équipe tchécoslovaque de hockey sur glace qui remporte la médaille de bronze aux mêmes olympiades) et Jaroslav Cervený et les attaquants Antonín Janda-Ocko, Václav Pilát, Jan Placek, Josef Sedlácek et Otakar Škvajn-Mazal, dispose facilement des Yougoslaves (7-0), des Norvégiens (4-0) puis des Français (4-1). En finale, ils abandonnent après quarante minutes, se plaignant d'un arbitrage qu'ils considèrent comme outrageusement défavorable, et sont exclus de la compétition.
Au printemps 1925, le championnat national professionnel est officiellement créé. Dauphin du Slavia lors de la première édition à la différence de buts, le Sparta remporte la deuxième édition du Championnat de Tchécoslovaquie en 1925-1926, décrochant par là même le premier titre national officiel de son histoire.
Le club conserve son titre la saison suivante et remporte en parallèle la première édition de la Coupe Mitropa (connue alors comme la Coupe d'Europe centrale, ancêtre de la Ligue des champions actuelle), en disposant du SK Admira de Vienne, du Hungária FC de Budapest puis du SK Rapid de Vienne en finale (6-2, 1-2).
Avec la retraite sportive des protagonistes des succès passés, le club connaît les années suivantes un certain creux sportif. Au cours des années 1930, une nouvelle génération de joueurs brille sous les couleurs praguoises : Hochman, Burgr, Hajný, Šíma, Silný, Čtyřoký, Košťálek, Raymond Braine, le premier expatrié belge à jouer à l'étranger en tant que professionnel mais aussi Oldřich Nejedlý (meilleur buteur de la Coupe du monde de 1934 en Italie avec la Tchécoslovaquie) se distinguent. Le Sparta Prague remporte de nouveaux titres de champion de Tchécoslovaquie en 1931-1932, 1935-1936 et 1937-1938, mais subit les autres années la domination du Slavia Prague, qui remporte les sept autres éditions entre 1929 et 1938.
Sur la scène internationale, le Sparta Prague brille en Coupe Mitropa, qu'il remporte de nouveau en 1935. Les Praguois battent cette fois-ci les Hongrois de Ferencváros 3-0 lors de la finale retour, après s'être inclinés 1-2 au match aller.

### Retour aux compétitions régionales (1939-1964)
À la suite des accords de Munich et au démantèlement du territoire tchécoslovaque en 1938, le Sparta Prague est amené à disputer le championnat de Bohême-Moravie de 1938 à 1944 (la guerre n'a pas interrompu le championnat, l'ancienne Tchécoslovaquie n'ayant pas été un champ de bataille durant ce conflit). Durant cette période, le Sparta est champion à deux reprises en 1939 et 1944, contre quatre titres pour le Slavia, qui domine alors le football de la région et parvient même à infliger à son rival une historique défaite 8-1 en 1942.
Au sortir du conflit mondial, le Sparta apparait comme l'une des plus belles équipes d'Europe centrale. Le 2 octobre 1946, le champion en titre de Tchécoslovaquie (le championnat a repris son intitulé d'avant-guerre lors de la saison 1945-1946) parvient à accrocher le club d'Arsenal sur ses terres (2-2). Il est champion du pays quatre fois consécutivement en 1944, 1946, 1947 et 1948, année ou les Communistes arrivent au pouvoir. Avec ce changement de Régime, le club change de nom à quatre reprises en cinq ans: en 1948, il devient Athletic Club Sparta Bubeneč avant d'être renommé Sokol Bratrství Sparta en 1949, puis Sparta ČKD Sokolovoen 1951 et TJ Spartak Praha Sokolovo en 1953 (jusqu'en 1965).
Si le début des années 1950 sont plutôt bonnes pour les Praguois avec deux titres (en 1952 et 1954) et deux places de dauphin (en 1951 et 1953), le milieu des années 1950 marque le début d'une véritable crise pour les Rouges. En dix ans, le club connait une véritable traversée du désert avec une absence totale de titres de 1954 à 1964. Sur le podium en championnat jusqu'en 1958, le Spartak Praha Sokolovo termine à une décevante dixième place en 1959, place qu'il n'a jamais fréquenté depuis la refonte du championnat de Tchécoslovaquie en 1945. Pire, en 1960, les Praguois ne se maintiennent que lors de l'avant-dernière journée du terme. Alors que le Sparta végète dans le ventre mou du championnat durant cette période allant de 1959 à 1964, le Dukla Prague écrase le championnat.

### Nouveaux succès internationaux (1964-1973)
Le renouveau du club intervient en 1964, alors qu'il compte dans ses rangs plusieurs internationaux tchécoslovaques finalistes de la coupe du monde 1962. Le Sparta remporte d'abord pour la première fois la Coupe de Tchécoslovaquie, en battant en finale le MFK Košice 4-1, puis pour la troisième fois la Coupe Mitropa, en battant le Slovan Bratislava en finale (0-0, 2-0).
Fort de ce succès, le Sparta est invité pour la première fois à disputer une Coupe d'Europe la saison suivante. Qualifié pour la Coupe d'Europe des vainqueurs de coupe 1964-1965, les Tchécoslovaques éliminent sèchement l'Anorthosis Famagouste (10-0, 6-0) avant de céder au deuxième tour face aux Anglais de West Ham (0-2, 2-1).
Dès lors, le Sparta, renommé TJ Sparta ČKD Praha, joue les premiers rôles pendant trois ans dominant le championnat tchécoslovaque en 1965 et 1967 sous l'impulsion de plusieurs joueurs emblématiques comme Andrej Kvašňák ou Václav Mašek, le buteur de l'équipe. Au cours de ce mini âge d'or (resté dans la mémoire de beaucoup d'anciens supporters praguois), le Stadion Letná connait ses meilleures affluences. Le club remporte également le Tournoi international de Paris en 1965.
À la fin des années 1960, le club retombe dans l'anonymat même s'il remporte la Petite coupe du monde des clubs, un prestigieux tournoi amical, en 1969 à Caracas, au Venezuela. La victoire du club lors de la Coupe de Tchécoslovaquie 1972 permet aux Praguois de se distinguer en réalisant une excellente campagne européenne lors de la Coupe d'Europe des vainqueurs de coupe de football 1972-1973. Ils ne sont battus qu'en demi-finale, par le Milan AC.

### La relégation (1974-1983)
Après quelques saisons terminées en milieu de tableau, le Sparta connait la première relégation de son histoire à la fin de la saison 1974-1975 à la suite d'un exercice catastrophique, qui le voit finir à l'avant-dernière place. Après une saison au purgatoire, le club remonte dans la foulée. Signe de la popularité des Rouges, le match décisif pour la montée se joue à guichets fermés.
La fin des années 1970 et le début des années 1980 n'est pas une période faste pour le Sparta qui vivote en championnat et ne joue pas les premiers rôles en championnat, laissant ce rôle au Baník Ostrava et au Dukla Prague.

### Domination du championnat tchécoslovaque (1984-1993)
Après cette traversée du désert, le Sparta revit en 1984 en décrochant le titre de champion. Jozef Chovanec, Berger, Ivan Hašek, Tomáš Skuhravý et Stanislav Griga sont les joueurs qui contribuent à la renaissance du club de la capitale qui va alors écraser le championnat tchécoslovaque jusqu'au milieu des années 1990 : en dix ans, le Sparta décroche l'intégralité des titres mis en jeu (hormis les éditions 1985-1986 et 1991-1992, terminées à la seconde place derrière le FC Vítkovice et le Slovan Bratislava).
Ne connaissant pas de concurrence au sein de son championnat domestique et brillant en Coupe de Tchécoslovaquie, avec trois trophées en 1986, 1987 et 1993, le Sparta commence à se faire un nom sur la scène européenne : après avoir été éliminé au stade des quarts de finale de la Coupe UEFA 1983-1984 (battu par l'Hajduk Split), il cède de nouveau en quarts de finale de la Coupe des Champions (face à la Juventus, futur vainqueur) la saison suivante.
Au début des années 1990, une génération de joueurs a pris le relais de la « génération Skuhravý » : Michal Horňák, Martin Frýdek, Jiří Němec, Petr Kouba, Václav Němeček brillent sous le maillot rouge. Jusqu'à la partition du pays en 1993, ces joueurs maintiennent le leadership du Sparta en Tchécoslovaquie puis en Tchéquie à partir de 1993.
Grâce à cette équipe, les Praguois réalisent également une excellente campagne européenne lors de la saison 1991-1992 : éliminant les Écossais du Glasgow Rangers puis l'Olympique de Marseille, vice-champion d'Europe, au second, le Sparta n'est éliminé qu'à l'issue de la phase de poule de la Coupe des clubs champions 1991-1992, qualificative pour la finale de la compétition. Terminant devant Benfica et le Dynamo Kiev mais derrière le FC Barcelone (qu'il a battu 1-0 en Tchécoslovaquie), le Sparta réalise là son meilleur parcours dans cette compétition.

### Depuis 1993, une domination sans partage sur le championnat tchèque et quart de finale de Coupe d'Europe
Sur la foulée de ses huit titres dans le Championnat tchécoslovaque de 1983 à 1993 (sur dix possibles), le Sparta Prague est naturellement l'équipe dominante du nouveau Championnat de Tchéquie. Seul son rival historique, le Slavia Prague parait à même de s'opposer à la domination du Sparta. Or, si les joueurs du Slavia figurent très régulièrement à la deuxième place du classement, il n'a décroché que deux des cinq titres abandonnés par le Sparta Prague à ses rivaux depuis deux décennies (en 2008 et en 2009). Les deux autres champions durant cette période ont été le Slovan Liberec en 2002 et en 2006 et le Baník Ostrava en 2004. Depuis 1993, le Sparta fut absent une seule fois du podium final (lors de la saison 2005-2006, édition où le Sparta termine à la cinquième place).
Bien que le club a beaucoup de mal à briller sur la scène européenne depuis 1993 et la première édition du Championnat de Tchéquie, il continue de fournir à la sélection nationale un bon nombre de ses joueurs. À la fin des années 1990 et cours des années 2000, Zdeněk Grygera, Tomáš Hübschman, Jaromír Blažek, Karel Poborský, Petr Čech ou Tomáš Rosický, formés ou passés au club ont porté ou porte haut les couleurs de club praguois en sélection.
Lors de la saison 2015-2016, le club pragois s'y hisse en quart de finale de Ligue Europa, le parcours s'arrête face à Villarreal.
Lors de la saison 2016-2017, le Sparta de "Fer" se hisse en seizième de finale de la ligue Europa avec un beau parcours en phase de poules en faisant tomber à Prague l'Inter Milan et Southampton, l'équipe ne pourra rien faire contre le froid russe et s'inclinera lourdement au tour suivant face à Rostov 4-0 au match aller. 
En 2017-2018, le Sparta entame sa révolution avec un projet d'internationalisation du club sous la houlette du propriétaire Daniel Kretinsky. L'entraineur Andrea Stramaccioni est engagé et plus de joueurs viennent renforcer l'effectif du club tchèque et notamment quelques joueurs bien connus en France (Mavuba, Biabiany, Mandjeck..). Hélas, cette saison est l'une des pires du club depuis l'indépendance de la Tchéquie et l'équipe échoue d'abord à se qualifier pour la Ligue Europa, défait par l'Étoile Rouge de Belgrade puis finit par une très mauvaise cinquième place en championnat. 
La saison 2018-2019 marque une légère amélioration de l'équipe qui finira troisième du championnat sans convaincre et qui fait désormais face au géant Slavia, équipe qui parait l'une des meilleures de l'histoire du championnat tchèque à ce jour avec de nombreux joueurs prometteurs et talentueux comme Alex Kral, Tomas Soucek, Lukas Masopust, Mickael Ngadeu ou autre Vladimir Coufal.

### Les différentes dénominations du club depuis sa création
- 16 novembre 1893 : fondation du club sous le nom d'Athletic Club Královské Vinohrady
- 1894 : introduction du football et changement de nom pour Athletic Club Sparta
- 1948 : le club est renommé Athletic Club Sparta Bubeneč
- 1949 : le club est renommé Sokol Bratrství Sparta
- 1951 : le club est renommé Sparta ČKD Sokolovo
- 1953 : le club est renommé TJ Spartak Praha Sokolovo
- 1965 : le club est renommé TJ Sparta ČKD Praha
- 1991 : le club est renommé TJ Sparta Praha puis en AC Sparta Praha
- 2003 : le club est renommé AC Sparta Praha fotbal a.s.

## Résultats sportifs

### Palmarès
| Compétitions nationales | Compétitions internationales |
| --- | --- |
| Compétitions actuelles - Championnat de Tchéquie (14) : - Champion : 1994, 1995, 1997, 1998, 1999, 2000, 2001, 2003, 2005, 2007, 2010, 2014, 2023 et 2024. - Vice-champion : 2002, 2004, 2008, 2009, 2011, 2012, 2013, 2015 et 2016 et 2021. - Coupe de Tchéquie (8) : - Vainqueur : 1996, 2004, 2006, 2007, 2008, 2014, 2020 et 2024. - Finaliste : 1994, 2001, 2002, 2012, 2022, 2023 et 2025 - Supercoupe de Tchéquie (2) : - Vainqueur : 2010, 2014. Compétitions disparues - Championnat de Tchécoslovaquie (20) : - Champion : 1926, 1927, 1932, 1936, 1938, 1939, 1946, 1948, 1952, 1954, 1965, 1967, 1984, 1985, 1987, 1988, 1989, 1990, 1991 et 1993. - Vice-champion : 1925, 1930, 1931, 1933, 1934, 1935, 1937, 1947, 1949, 1950, 1951, 1958, 1966, 1986 et 1992. - Coupe de Tchécoslovaquie (8) : - Vainqueur : 1964, 1972, 1976, 1980, 1984, 1988, 1989 et 1992. - Finaliste : 1967, 1975, 1986, 1987 et 1993 - Championnat de Bohême (2) : - Champion : 1909, 1912 - Championnat de Bohême-Moravie (1) : - Champion : 1944 - Vice-champion : 1896(II), 1898, 1940 et 1942 | Compétitions actuelles - Ligue des champions : - Meilleure performance : 2e groupe B (1992) et quart de finale (1965-66, 1968, 1985). - Ligue Europa : - Quart-de-finaliste : 1984, 2016 Compétitions disparues - Coupe des coupes : - Demi-finaliste : 1973 - Coupe Mitropa (3) : - Vainqueur : 1927, 1935 et 1964 - Finaliste : 1930 et 1936 - Petite coupe du monde des clubs (1) : - Vainqueur : 1969 - Coupe de la Charité (cs) (4) : - Vainqueur : 1909, 1915, 1918 et 1919 |

### Bilan par saison
Légende
- Champion ou vainqueur de la compétition
- Deuxième ou finaliste de la compétition
- Troisième de la compétition
- Promotion en division supérieure
- Relégation en division inférieure

| Saison    | Championnat | Championnat | Championnat | Championnat | Championnat | Championnat | Championnat | Championnat | Championnat | Championnat | Coupe de Tchéquie   | Coupes d'Europe | Coupes d'Europe     |
| Saison    | Division    | Pos         | Pts         | J           | V           | N           | D           | BP          | BC          | Diff        | Coupe de Tchéquie   | C               | Résultat            |
| --------- | ----------- | ----------- | ----------- | ----------- | ----------- | ----------- | ----------- | ----------- | ----------- | ----------- | ------------------- | --------------- | ------------------- |
| 1993-1994 | 1re         | 1er         | 45          | 30          | 18          | 9           | 3           | 62          | 21          | +41         | Finale              | C1              | Huitièmes de finale |
| 1994-1995 | 1re         | 1er         | 70          | 30          | 22          | 4           | 4           | 64          | 17          | +47         | Quarts de finale    | C1              | Tour préliminaire   |
| 1995-1996 | 1re         | 4e          | 49          | 30          | 14          | 7           | 9           | 56          | 35          | +21         | Vainqueur           | C3              | Huitièmes de finale |
| 1996-1997 | 1re         | 1er         | 65          | 30          | 19          | 8           | 3           | 61          | 20          | +41         | Quarts de finale    | C2              | Huitièmes de finale |
| 1997-1998 | 1re         | 1er         | 71          | 30          | 22          | 5           | 3           | 53          | 19          | +34         | Deuxième tour       | C1              | Phase de groupes    |
| 1998-1999 | 1re         | 1er         | 60          | 30          | 17          | 9           | 4           | 62          | 23          | +39         | Demi-finales        | C1              | Deuxième tour Q     |
| 1998-1999 | 1re         | 1er         | 60          | 30          | 17          | 9           | 4           | 62          | 23          | +39         | Demi-finales        | C3              | Premier tour        |
| 1999-2000 | 1re         | 1er         | 76          | 30          | 24          | 4           | 2           | 81          | 23          | +58         | Huitièmes de finale | C1              | Phase de groupes    |
| 2000-2001 | 1re         | 1er         | 68          | 30          | 21          | 5           | 4           | 71          | 31          | +40         | Finale              | C1              | Phase de groupes    |
| 2001-2002 | 1re         | 2e          | 63          | 30          | 20          | 3           | 7           | 55          | 19          | +36         | Finale              | C1              | 2e Phase de groupes |
| 2002-2003 | 1re         | 1er         | 65          | 30          | 20          | 5           | 5           | 51          | 17          | +34         | Huitièmes de finale | C1              | Troisième tour Q    |
| 2002-2003 | 1re         | 1er         | 65          | 30          | 20          | 5           | 5           | 51          | 17          | +34         | Huitièmes de finale | C3              | Deuxième tour       |
| 2003-2004 | 1re         | 2e          | 58          | 30          | 16          | 10          | 4           | 48          | 24          | +24         | Vainqueur           | C1              | Phase de groupes    |
| 2004-2005 | 1re         | 1er         | 64          | 30          | 20          | 4           | 6           | 53          | 28          | +25         | Seizièmes de finale | C1              | Phase de groupes    |
| 2005-2006 | 1re         | 5e          | 45          | 30          | 13          | 6           | 11          | 43          | 39          | +4          | Vainqueur           | C1              | Phase de groupes    |
| 2006-2007 | 1re         | 1er         | 62          | 30          | 18          | 8           | 4           | 44          | 20          | +24         | Vainqueur           | C3              | Phase de groupes    |
| 2007-2008 | 1re         | 2e          | 57          | 30          | 17          | 6           | 7           | 53          | 26          | +27         | Vainqueur           | C1              | Troisième tour Q    |
| 2007-2008 | 1re         | 2e          | 57          | 30          | 17          | 6           | 7           | 53          | 26          | +27         | Vainqueur           | C3              | Phase de groupes    |
| 2008-2009 | 1re         | 2e          | 56          | 30          | 16          | 8           | 6           | 48          | 25          | +23         | Demi-finales        | C1              | Troisième tour Q    |
| 2008-2009 | 1re         | 2e          | 56          | 30          | 16          | 8           | 6           | 48          | 25          | +23         | Demi-finales        | C3              | Premier tour        |
| 2009-2010 | 1re         | 1er         | 62          | 30          | 16          | 14          | 0           | 42          | 14          | +28         | Quarts de finale    | C1              | Troisième tour Q    |
| 2009-2010 | 1re         | 1er         | 62          | 30          | 16          | 14          | 0           | 42          | 14          | +28         | Quarts de finale    | C3              | Phase de groupes    |
| 2010-2011 | 1re         | 2e          | 68          | 30          | 22          | 2           | 6           | 54          | 21          | +33         | Seizièmes de finale | C1              | Barrages            |
| 2010-2011 | 1re         | 2e          | 68          | 30          | 22          | 2           | 6           | 54          | 21          | +33         | Seizièmes de finale | C3              | Seizièmes de finale |
| 2011-2012 | 1re         | 2e          | 64          | 30          | 20          | 4           | 6           | 51          | 25          | +26         | Finale              | C3              | Barrages            |
| 2012-2013 | 1re         | 2e          | 63          | 30          | 19          | 6           | 5           | 55          | 23          | +32         | Demi-finales        | C3              | Seizièmes de finale |
| 2013-2014 | 1re         | 1er         | 79          | 30          | 25          | 4           | 1           | 78          | 19          | +59         | Vainqueur           | C3              | Deuxième tour Q     |
| 2014-2015 | 1re         | 2e          | 67          | 30          | 21          | 4           | 5           | 57          | 20          | +37         | Quarts de finale    | C1              | Troisième tour Q    |
| 2014-2015 | 1re         | 2e          | 67          | 30          | 21          | 4           | 5           | 57          | 20          | +37         | Quarts de finale    | C3              | Phase de groupes    |
| 2015-2016 | 1re         | 2e          | 64          | 30          | 20          | 4           | 6           | 61          | 24          | +37         | Demi-finales        | C1              | Troisième tour Q    |
| 2015-2016 | 1re         | 2e          | 64          | 30          | 20          | 4           | 6           | 61          | 24          | +37         | Demi-finales        | C3              | Quarts de finale    |
| 2016-2017 | 1re         | 3e          | 64          | 30          | 20          | 4           | 6           | 61          | 24          | +37         | Huitièmes de finale | C1              | Troisième tour Q    |
| 2016-2017 | 1re         | 3e          | 64          | 30          | 20          | 4           | 6           | 61          | 24          | +37         | Huitièmes de finale | C3              | Seizièmes de finale |
| 2017-2018 | 1re         | 5e          | 53          | 30          | 14          | 11          | 5           | 43          | 25          | +18         | Huitièmes de finale | C3              | Troisième tour Q    |
| 2018-2019 | 1re         | 3e          | 66          | 35          | 20          | 6           | 9           | 59          | 33          | +26         | Demi-finales        | C3              | Deuxième tour Q     |
| 2019-2020 | 1re         | 3e          | 60          | 35          | 17          | 9           | 9           | 66          | 40          | +26         | Vainqueur           | C3              | Troisième tour Q    |
| 2020-2021 | 1re         | 2e          | 74          | 34          | 23          | 5           | 6           | 82          | 43          | +39         | Demi-finales        | C3              | Phase de groupes    |
| 2021-2022 | 1re         | 3e          | 73          | 35          | 22          | 7           | 6           | 71          | 38          | +33         | Finale              | C1              | Troisième tour Q    |
| 2021-2022 | 1re         | 3e          | 73          | 35          | 22          | 7           | 6           | 71          | 38          | +33         | Finale              | C3              | Phase de groupe     |
| 2021-2022 | 1re         | 3e          | 73          | 35          | 22          | 7           | 6           | 71          | 38          | +33         | Finale              | C4              | Quarts de finale    |
| 2022-2023 | 1re         | 1er         | 78          | 23          | 9           | 3           | 9           | 76          | 33          | +43         | Finale              | C4              | Deuxième tour Q     |
| 2023-2024 | 1re         | 1er         | 87          | 35          | 27          | 6           | 2           | 82          | 30          | +52         | Vainqueur           | C3              | Huitièmes de finale |
| 2024-2025 | 1re         | 4e          | 63          | 35          | 19          | 6           | 10          | 61          | 44          | +17         | finale              | C1              | Phase de groupes    |

### Bilan européen
| Compétition                | P  | M   | V   | N  | D   | BP  | BC  | Diff. |
| -------------------------- | -- | --- | --- | -- | --- | --- | --- | ----- |
| Ligue des champions (C1)   | 30 | 162 | 60  | 34 | 68  | 213 | 234 | -21   |
| Coupe des coupes (C2)      | 6  | 30  | 15  | 5  | 10  | 68  | 32  | +36   |
| Ligue Europa (C3)          | 23 | 136 | 55  | 35 | 46  | 196 | 179 | +17   |
| Ligue Conférence (C4)      | 2  | 4   | 0   | 1  | 3   | 2   | 5   | -3    |
| Coupe des villes de foires | 3  | 10  | 2   | 2  | 6   | 11  | 20  | -9    |
| Total                      | 64 | 342 | 132 | 77 | 133 | 490 | 470 | +20   |

## Personnages du club

### Entraîneurs
- Karel Maleček (1907-1911)
- František Malý (1911-1918)
- John Dick (en) (1919-1923)
- Václav Špindler (1924-1927)
- John Dick (en) (1928-1933)
- František Sedlaczek (en) (1933-1938)
- Josef Kuchynka (en) (1939-1944)
- František Sedlaczek (en) (1945-1947)
- Erich Srbek (1948-1953)
- Erich Srbek et Vlastimil Preis (1957-1958)
- Vlastimil Preis, Karel Senecký, Jiří Šimonek (1958-1959)
- Karel Kolský (1959-1962)
- Karel Kolský et Jaroslav Štumpf (1962-1963)
- Jaroslav Štumpf et Václav Ježek (1963-1964)
- Václav Ježek (1964-1969)
- Milan Navara (1969-1970)
- Karel Kolský (1970-1971)
- Karel Kolský (1971-1972)
- Tadeusz Kraus (1972-1974)
- Ivan Mráz (1974-1975)
- Štefan Čambal, Zdeněk Roček (1975-1976)
- Dušan Uhrin (1976-1977)
- Arnošt Hložek (en) (1977-1978)
- Jiří Rubáš (en) (1978-1981)
- Dušan Uhrin (1981-1982)
- Václav Ježek (1982-1984)
- Vladimír Táborský (en) (1984-1985)
- Ján Zachar (en) (1985-1986)
- Václav Ježek (1986-1988)
- Jozef Jarabinský (en) (1988-1990)
- Václav Ježek (1990-1991)
- Dušan Uhrin (1991-1993)
- Karol Dobiáš (1993-août 1994)
- Vladimír Borovička (en) (août-octobre 1994)
- Jürgen Sundermann (octobre 1994-mars 1995)
- Jozef Jarabinský (en) (mars-décembre 1995)
- Vlastimil Petržela (janvier-septembre 1996)
- Jozef Chovanec (septembre 1996-décembre 1997)
- Zdeněk Ščasný (en) (janvier 1998-1999)
- Ivan Hašek (1999-2001)
- Jaroslav Hřebík (en) (2001-avril 2002)
- Vítězslav Lavička (en) (avril 2002-2002)
- Jozef Jarabinský (en) (2002-décembre 2002)
- Jiří Kotrba (en) (décembre 2002-mars 2004)
- František Straka (mars-décembre 2004)
- Jaroslav Hřebík (en) (janvier-octobre 2005)
- Stanislav Griga (octobre 2005-septembre 2006)
- Michal Bílek (septembre 2006-mai 2008)
- Vítězslav Lavička (en) (2008-octobre 2008)
- Jozef Chovanec (octobre 2008-décembre 2011)
- Martin Hašek (en) (décembre 2011-mai 2012)
- Vítězslav Lavička (en) (juillet 2012-avril 2015)
- Zdeněk Ščasný (en) (avril 2015-septembre 2016)
- David Holoubek (en) (septembre 2016-décembre 2016)
- Tomáš Požár (en) (décembre 2016-mars 2017)
- Petr Rada (mars 2017-mai 2017)
- Andrea Stramaccioni (mai 2017-mars 2018)
- Pavel Hapal (mars 2018-juillet 2018)
- Zdeněk Ščasný (août 2018-avril 2019)
- Michal Horňák (avril 2019-juin 2019)
- Václav Jílek (juin 2019-février 2020)
- Václav Kotal (février 2020-février 2021)
- Pavel Vrba (février 2021-mai 2022)
- Brian Priske (juin 2022-juin 2024)

### Effectif professionnel actuel
Le premier tableau liste l'effectif professionnel du Sparta Prague pour la saison 2024-2025. Le second recense les prêts effectués par le club lors de cette même saison.
En grisé, les sélections de joueurs internationaux chez les jeunes mais n'ayant jamais été appelés aux échelons supérieurs une fois l'âge-limite dépassé ou les joueurs ayant pris leur retraite internationale.

### Joueurs emblématiques

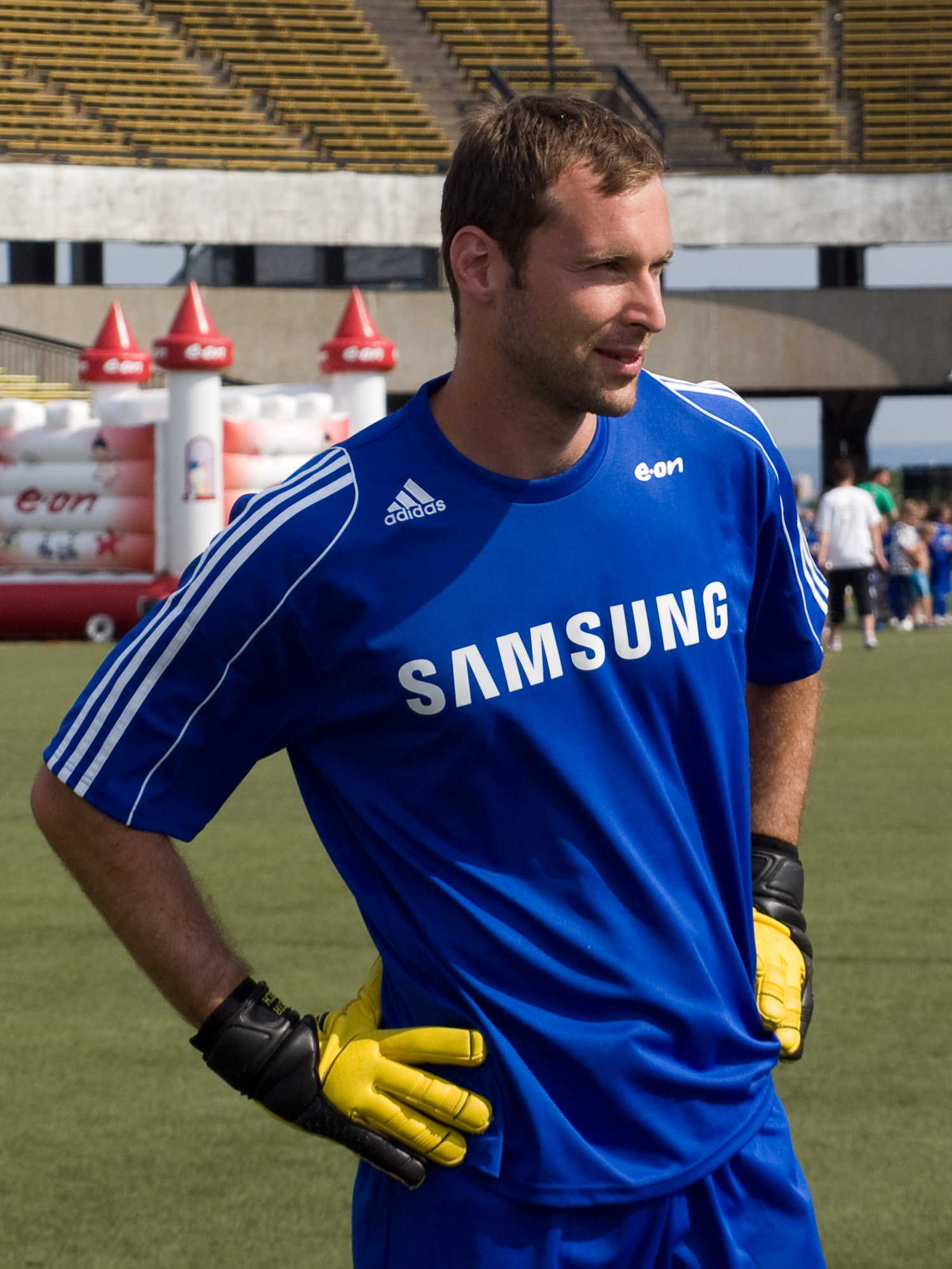
Petr Čech, gardien du Sparta Prague durant la saison 2001-2002

- Jan Berger
- Patrik Berger
- Július Bielik
- Michal Bílek
- Jaromír Blažek
- Wilfried Bony
- Raymond Braine
- Jaroslav Burgr
- Petr Čech
- Jozef Chovanec
- Petr Gabriel
- Zdeněk Grygera
- Ivan Hašek
- Michal Hornák
- Josef Hušbauer
- Jiří Jarošík
- Pavel Kadeřábek
- Michal Kadlec
- Václav Kadlec
- Karol Kisel
- Jiří Kladrubský
- Petr Kouba
- Radoslav Kováč
- Juraj Kucka
- Ondřej Kušnír
- Andrej Kvašňák
- Léonard Kweuke
- David Lafata
- Vratislav Lokvenc
- Marek Matějovský
- Miroslav Matušovič
- Václav Migas
- Pavel Nedvěd
- Jiří Němec
- Václav Němeček
- Oldřich Nejedlý
- Florin Niță
- Jiří Novotný
- Manuel Pamić
- Karel Poborský
- Tomáš Řepka
- Tomáš Rosický
- Alfréd Schaffer
- Libor Sionko
- Tomáš Skuhravý
- Nicolae Stanciu
- Jan Stejskal
- Kamil Vacek
- Bohumil Veselý
- Jan Koller

## Infrastructures

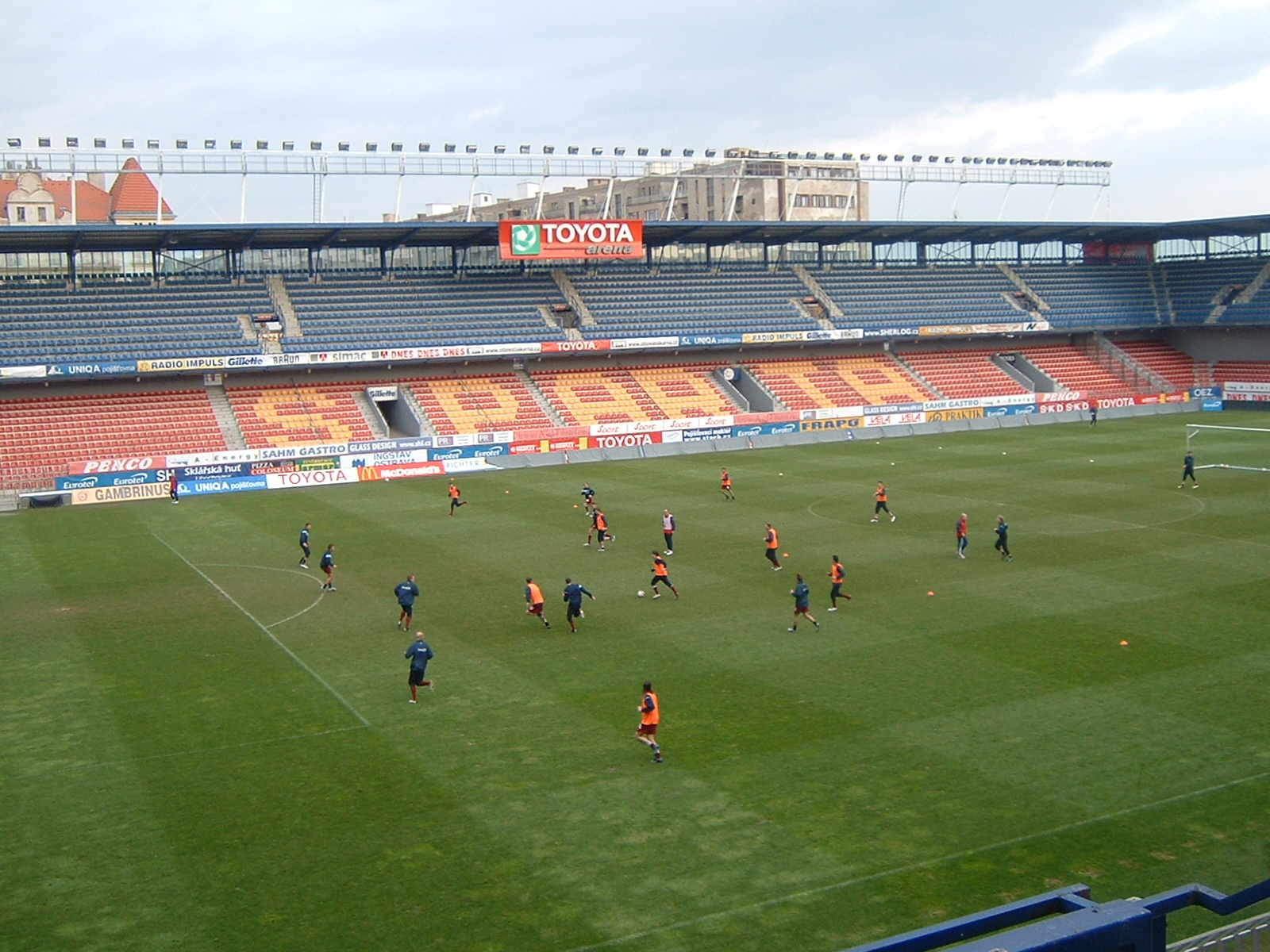
La Generali Arena, stade du Sparta Prague.

Le Sparta Prague est propriétaire et résident du Generali Arena, stade de 20 852 places assises où il dispute ses matchs à domicile.
Ce stade, inauguré le 13 mai 1917 par un match entre le Sparta Prague et le FC Viktoria Plzeň (3-2), est nommé Stadion Letná jusqu'à sa renomination en Toyota Arena en 2003. En 2007, il adopte un nouveau nom, AXA Arena avant de devenir la Generali Arena en 2009. Entre-temps, l'enceinte subit plusieurs rénovations : en 1937, 1967 et 1994 (année où il est totalement reconstruit). Il accueille également les rencontres de la sélection nationale tchèque mais également d'autres événements non-sportifs.
Par ailleurs, le Sparta utilise le gigantesque Stade de Strahov comme centre d'entrainement, dont les tribunes ont été conçues de façon à pouvoir accueillir environ 220 000 spectateurs à l'époque soviétique. Réaménagé, le stade compte aujourd'hui six terrains de football et deux salles de futsal.

## Supporters

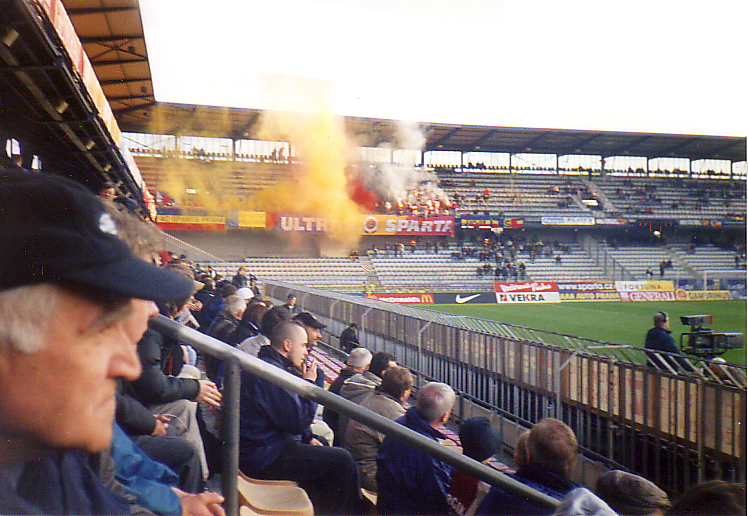
Supporters du Sparta.

Le club, considéré comme le club des ouvriers, bénéficie d'un soutien populaire important en Tchéquie. Ces supporters exhibent généralement les couleurs de l'emblême du club (bleu, jaune, rouge) plutôt que celles du maillot (grenat, blanc, noir).
Au cours des années 2000, les supporters du club ont cependant fait parler d'eux pour leurs dérapages racistes,, que le club essaie de combattre. De nouveau à l'été 2021, plusieurs incidents à caractère raciste  sont à déplorer, notamment lors du match de phase qualificative pour la Ligue des champions de l'UEFA 2021-2022 disputé face à l'AS Monaco,.